# Messala (cráter)

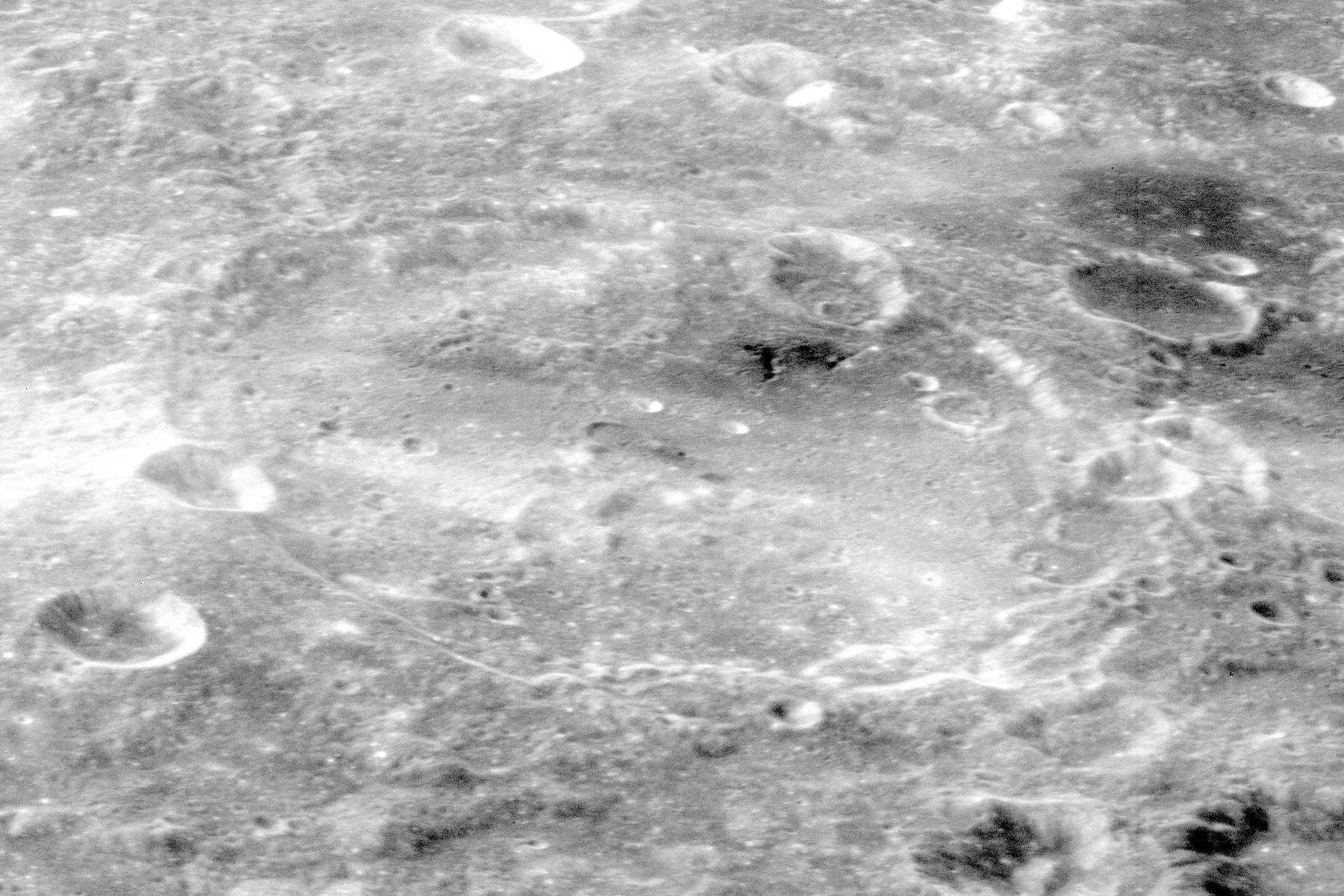
Fotografía de la misión Apolo 16

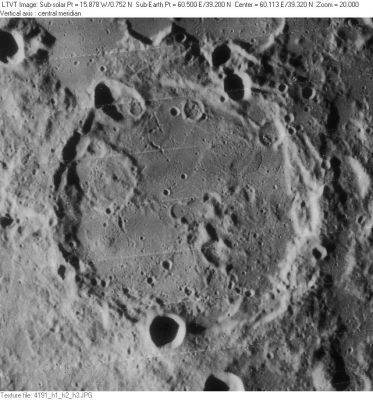
Fotografía de la misión Lunar Orbiter 4

Messala es un cráter de impacto lunar con el tamaño suficiente como para pertenecer a la categoría conocida como llanura amurallada. Se encuentra en la parte noreste de la Luna, lo suficientemente cerca del borde visible como para aparecer considerablemente en escorzo. Casi conectado con el borde norte se halla el cráter Schumacher. Al suroeste aparece el prominente cráter Geminus, y al sur se sitúa Bernoulli, más pequeño.
|  |

El borde exterior de esta formación ha sufrido un proceso significativo de erosión debido a impactos menores, pero gran parte de la pared externa conserva su forma original y un cierto grado de aterrazamiento. El borde está interrumpido por cráteres más pequeños en los lados sur, norte y noroeste, designados Messala B, J y K, respectivamente. Messala J tiene una estrecha abertura en su borde oriental que se prolonga a lo largo de un diámetro en el interior del cráter principal hacia el este, y está unido a un cráter ligeramente más grande que atraviesa el borde sur de Schumacher.
El suelo interior es relativamente plano, pero contiene irregularidades en la superficie en algunos lugares. Presenta varios pequeños cráteres, poco más que bordes bajos y suaves depresiones en la superficie. El más notable de éstos es un cráter palimsesto en la pared interna occidental.
El cráter lleva el nombre de Masha'allah ibn Athari (c.740-d.815 AD), un astrólogo y astrónomo persa de origen judío.

## Cráteres satélite
Por convención estos elementos se identifican en los mapas lunares colocando la letra en el lado del punto medio del cráter que está más cercano a Messala.
|         | \| Messala \| Coordenadas \| Diámetro \| \| ------- \| ---------------------------- \| -------- \| \| A \| 36°36′N 53°48′E / 36.6, 53.8 \| 26 km \| \| B \| 37°24′N 59°54′E / 37.4, 59.9 \| 18 km \| \| C \| 40°54′N 65°48′E / 40.9, 65.8 \| 12 km \| \| D \| 40°30′N 67°48′E / 40.5, 67.8 \| 28 km \| \| E \| 40°00′N 64°54′E / 40.0, 64.9 \| 40 km \| \| F \| 38°54′N 64°24′E / 38.9, 64.4 \| 32 km \| \| G \| 39°06′N 68°36′E / 39.1, 68.6 \| 29 km \| \| J \| 41°06′N 61°12′E / 41.1, 61.2 \| 15 km \| \| K \| 41°06′N 58°30′E / 41.1, 58.5 \| 13 km \| |          |
| Messala | Coordenadas | Diámetro |
| A       | 36°36′N 53°48′E / 36.6, 53.8 | 26 km    |
| B       | 37°24′N 59°54′E / 37.4, 59.9 | 18 km    |
| C       | 40°54′N 65°48′E / 40.9, 65.8 | 12 km    |
| D       | 40°30′N 67°48′E / 40.5, 67.8 | 28 km    |
| E       | 40°00′N 64°54′E / 40.0, 64.9 | 40 km    |
| F       | 38°54′N 64°24′E / 38.9, 64.4 | 32 km    |
| G       | 39°06′N 68°36′E / 39.1, 68.6 | 29 km    |
| J       | 41°06′N 61°12′E / 41.1, 61.2 | 15 km    |
| K       | 41°06′N 58°30′E / 41.1, 58.5 | 13 km    |